# Вешад
Вешад (рум. Vășad) — село у повіті Біхор в Румунії. Входить до складу комуни Куртуйшень.
Село розташоване на відстані 453 км на північний захід від Бухареста, 55 км на північний схід від Ораді, 130 км на північний захід від Клуж-Напоки.

## Населення
За даними перепису населення 2002 року у селі проживали 993 особи.
Національний склад населення села:
| Національність | Кількість осіб | Відсоток |
| -------------- | -------------- | -------- |
| румуни         | 710            | 71,5%    |
| цигани         | 278            | 28,0%    |
| угорці         | 5              | 0,5%     |

Рідною мовою назвали:
| Мова      | Кількість осіб | Відсоток |
| --------- | -------------- | -------- |
| румунська | 789            | 79,5%    |
| циганська | 199            | 20,0%    |
| угорська  | 5              | 0,5%     |